# Mayor Pablo Lagerenza
Capitán Mayor Pablo Lagerenza es una localidad paraguaya ubicada en el departamento de Alto Paraguay, anteriormente llamada Ingavi, donde se desarrolló la batalla del mismo nombre, durante la Guerra del Chaco, el 8 de junio de 1935.

## Clima
El clima es tropical, con una máxima de 50 °C en verano, y una mínima de 0 °C en invierno. La media es de 35 °C. Se presentan largas sequías  de 9 a 10 meses  seguidas de  lluvias que en promedio no sobrepasan los 351 mm por año.

## Geografía

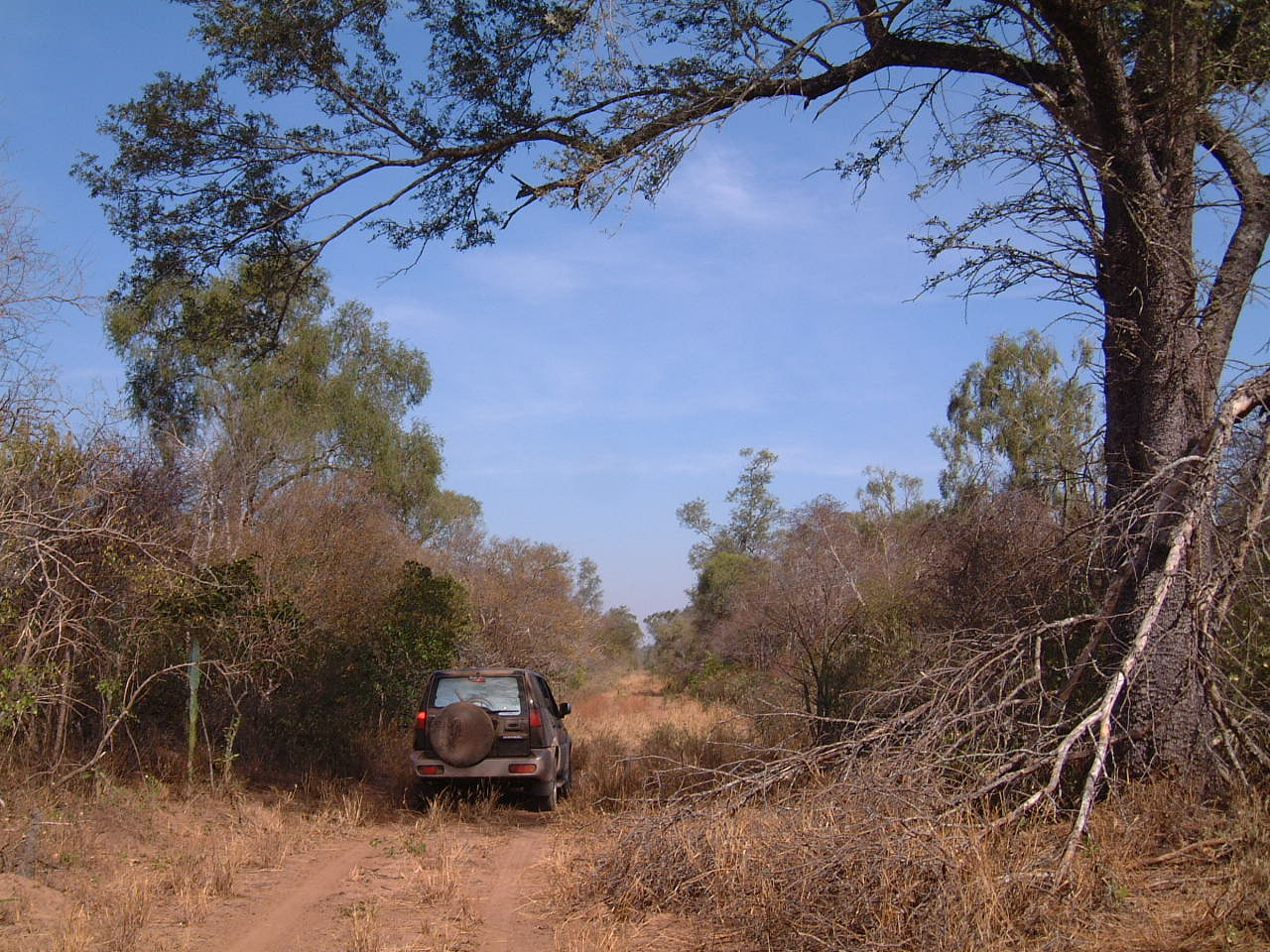
Picada por monte virgen en época seca

Llanura que no sobrepasa los 312 metros sobre el nivel del mar. Existen ondulaciones esporádicas y las tierras son para la ganadería

## Demografía
Mayor Pablo Lagerenza cuenta con aproximadamente 3000 habitantes.

## Historia
Durante la Guerra del Chaco, el 8 de junio de 1935 se desarrolló la batalla de Ingavi.
Desde 1973 hasta 1992 fue la capital del extinto Departamento de Chaco.

## Turismo
En esta ciudad histórica se encuentra el parque nacional Defensores del Chaco, el Cerro León y el río Timané, de escasa profundidad, que inunda la región en tiempos de creciente y desaparece en la sequía. Y el parque Nacional Médicos del Chaco ya en la frontera con Bolivia.

## ¿Cómo llegar?
Se encuentra a 819 km de la ciudad de Asunción, se llega a Lagerenza por un desvío de la Ruta IX, Carlos Antonio López (Transchaco).
También se puede acceder por aire ya que posee una importante base aérea.

## Economía
La población se dedica a  la ganadería,  del Chaco se encuentra en la región de Lagerenza.

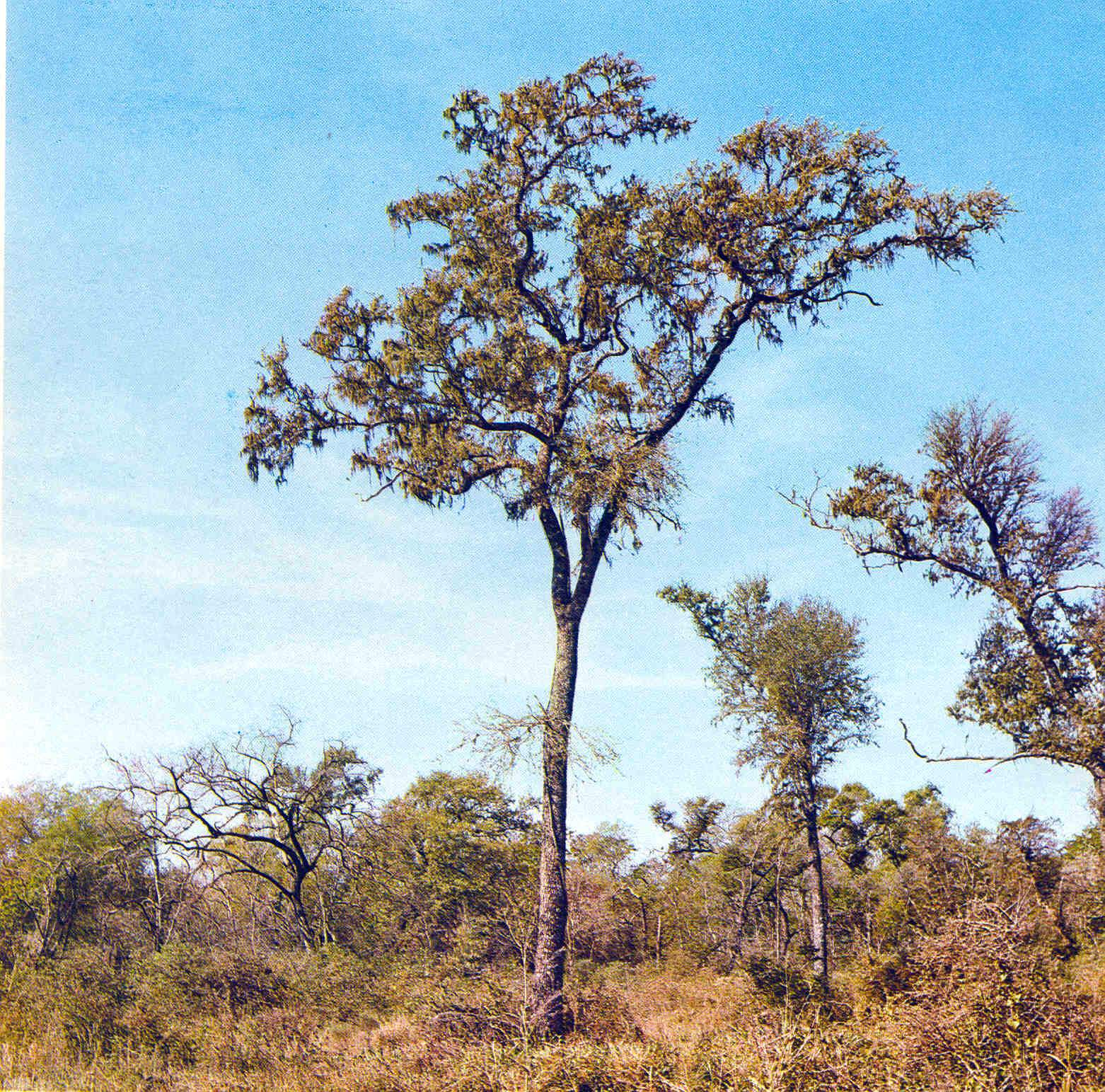
Paisaje natural.